# Provincia de Tahar
Tajar (del persa: تخار Tahār) es una de las 34 provincias de Afganistán. Ubicada al noreste del país, su capital es Taloqan.

## Distritos
- Darqad
- Chah Ab
- Yangi Qala
- Rustaq
- Khwaja Ghar
- Kalafgan
- Taluqan
- Bangi
- Farkhar
- Distrito de Chal
- Ishkamish
- Warsaj
- Khwaja Bahauddin
- Dashti Qala
- Baharak
- Hazar Sumuch
- Namak ab[1]